# André-Petrovitch Ekimov
Pour les articles homonymes, voir Ekimov.
André-Petrovitch Ekimov ou Andrei Petrovich Ekimov, né en 1752, et mort vers 1820-1830, est un graveur russe.

## Biographie
André-Petrovitch Ekimov est né en 1752. Il est élève de l'Académie des Beaux-Arts de Saint-Pétersbourg. Il illustre plusieurs ouvrages. On estime surtout son portrait du grand aumônier Karamzine. Parmi d'autres œuvres connues, on peut citer : Portrait du Prince Friedrich von Anhalt, Portrait de Pavel Krinitsky, le prêtre et Pierre le Grand recevant une pétition attachée au collier de sa Lisette d'après I Akimov.
Il meurt vers 1820-1830.